# 丹阳县 (秦朝)
丹阳县，秦汉至六朝时期的县名，县治位于今南京市江宁区横溪街道及马鞍山市当涂县丹阳镇。

## 历史
秦始皇三十七年（前210年），秦始皇过丹阳，置丹阳县，属会稽郡。元朔元年（前128年）改为丹阳侯国，刘敢为丹阳侯，前122年复为县。后属丹阳郡。西晋封孙韶为丹阳侯，改为丹阳侯国，后复为县。太康二年（281年），分丹阳县地为于湖县。隋灭陈后并入江宁县。